# Primera División Uruguaya 1922
Il campionato era formato da dodici squadre e il Nacional vinse il titolo.

## Classifica finale
| Pos. | Squadra              | G  | V  | N | P  | GF | GS | Punti |
| ---- | -------------------- | -- | -- | - | -- | -- | -- | ----- |
| 1    | Nacional             | 22 | 15 | 6 | 1  | 48 | 7  | 36    |
| 2    | Montevideo Wanderers | 22 | 15 | 5 | 2  | 32 | 9  | 35    |
| 3    | Rampla Juniors       | 22 | 10 | 8 | 4  | 22 | 37 | 28    |
| 4    | Peñarol              | 22 | 12 | 3 | 7  | 36 | 7  | 27    |
| 5    | Lito                 | 22 | 8  | 8 | 6  | 26 | 20 | 24    |
| 6    | Belgrano             | 22 | 8  | 7 | 7  | 16 | 21 | 23    |
| 7    | Liverpool            | 22 | 7  | 8 | 7  | 23 | 13 | 22    |
| 8    | Universal            | 22 | 6  | 9 | 7  | 22 | 21 | 21    |
| 9    | Central              | 22 | 4  | 8 | 10 | 22 | 15 | 16    |
| 10   | Uruguay Onward       | 22 | 4  | 7 | 11 | 16 | 29 | 15    |
| 11   | Charley              | 22 | 3  | 4 | 15 | 11 | 45 | 10    |
| 12   | Dublín               | 22 | 1  | 3 | 18 | 5  | 55 | 5     |

G = Partite giocate; V = Vittorie; N = Nulle/Pareggi; P = Perse; GF = Goal fatti; GS = Goal subiti; 